# Ricardo Zonta

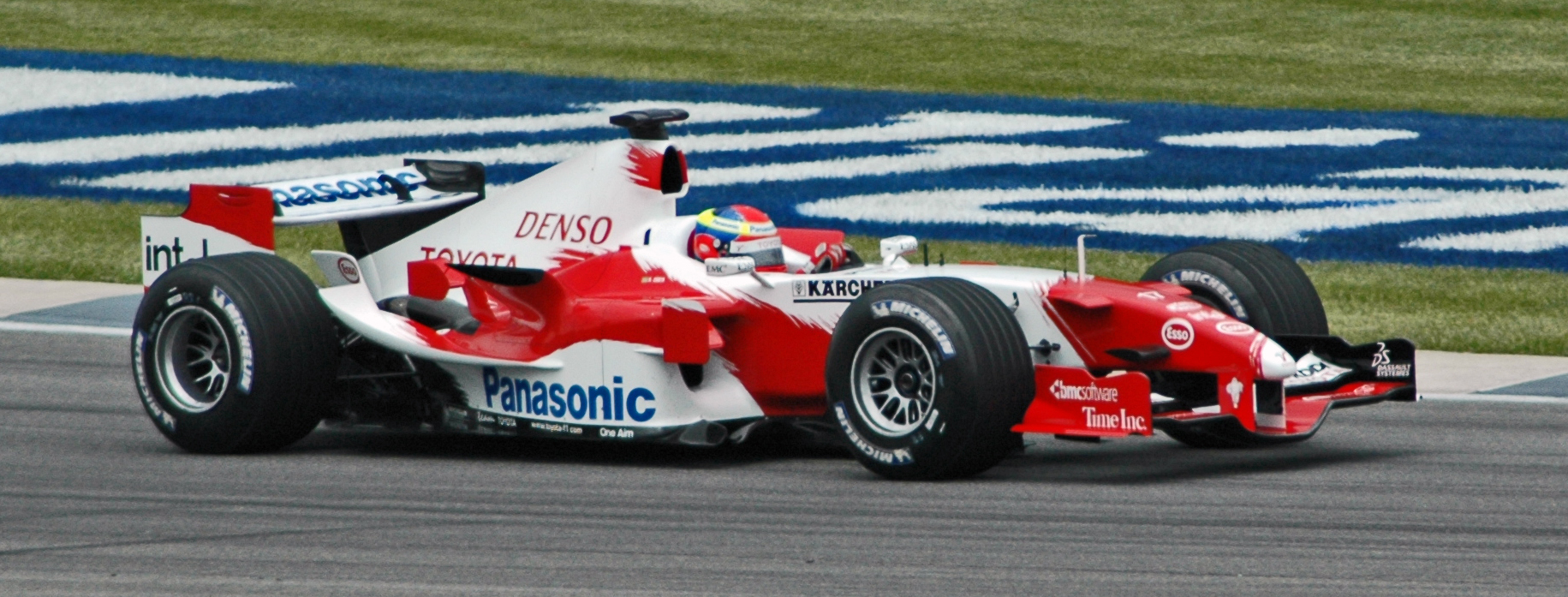
Zonta zastąpił podczas GP Stanów Zjednoczonych 2005 Ralfa Schumachera. Wycofał się z wyścigu, podobnie jak pozostali kierowcy używający opon Michelin

Ricardo Luiz Zonta (ur. 23 marca 1976 w Kurytybie, Brazylia) – brazylijski kierowca wyścigowy.

## Kariera
Karierę rozpoczynał od jazdy gokartami. Swoje pierwsze zwycięstwo odniósł w wieku 11 lat. W wieku 15 lat został mistrzem Brazylii. Kolejnym wyzwaniem Zonty była Formuła 3, w której w 1995 roku odniósł zwycięstwo, zdobywając tytuły mistrza Brazylii i Ameryki Południowej. W kolejnym roku przeniósł się do Europy, by występować w wyścigach Formuły 3000.
W pierwszym roku startów odniósł dwa zwycięstwa i w klasyfikacji generalnej zajął 4 miejsce. Rok później został mistrzem, zostawiając w pobitym polu Juana Pablo Montoyę. W 1997 r. otrzymał nagrodę Złoty Kask w kategorii kierowca międzynarodowy – najbardziej prestiżową nagrodę tego typu w Brazylii. W 1998 r. Zonta wygrał zawody FIA GT na torze Laguna Seca w Stanach Zjednoczonych. W tym samym roku ponownie otrzymał nagrodę Złoty Kask, tym razem w kategorii dla najbardziej wybitnego kierowcy. Ron Dennis ściągnął go do McLarena, gdzie został kierowcą testowym.
W sezonie 1999 zadebiutował jako oficjalny kierowca British American Racing. Drugim kierowcą tego zespołu był w tym czasie Jacques Villeneuve. W pierwszym roku występów ukończył 5 wyścigów, a najlepszym jego osiągnięciem było zajęcie 8 miejsca w Grand Prix Europy. Pierwsze punkty zdobył w sezonie 2000 podczas Grand Prix Australii, kiedy ukończył wyścig na szóstym miejscu. Kolejne dwa punkty zdobył w tym samym sezonie kończąc na szóstych pozycjach Grand Prix Włoch i Stanów Zjednoczonych. W klasyfikacji generalnej zajął trzynaste miejsce. W sezonie 2001 został kierowcą testowym zespołu Jordan, a w 2002 roku wystartował w cyklu Nissan Telefonica World Series (World Series by Nissan), zdobywając tytuł mistrzowski. W sezonie 2003 ponownie wrócił do F1. Tym razem w barwach zespołu Panasonic Toyota Racing, na stanowisku kierowcy testowego. W sezonach 2004–2005 występował w 6 GP – bez punktu. W sezonie 2007 pełnił rolę kierowcy testowego w zespole Renault.
W 2008 roku startował w barwach zespołu Peugeot w wyścigu 24h Le Mans, gdzie wraz z Franckiem Montagnym i Christianem Klienem zajęli 3. miejsce.

## Starty w Formule 1

### Wyniki
| Rok  | Zespół                               | Samochód     | Silnik                | Wyniki w poszczególnych eliminacjach | Wyniki w poszczególnych eliminacjach | Wyniki w poszczególnych eliminacjach | Wyniki w poszczególnych eliminacjach | Wyniki w poszczególnych eliminacjach | Wyniki w poszczególnych eliminacjach | Wyniki w poszczególnych eliminacjach | Wyniki w poszczególnych eliminacjach | Wyniki w poszczególnych eliminacjach | Wyniki w poszczególnych eliminacjach | Wyniki w poszczególnych eliminacjach | Wyniki w poszczególnych eliminacjach | Wyniki w poszczególnych eliminacjach | Wyniki w poszczególnych eliminacjach | Wyniki w poszczególnych eliminacjach | Wyniki w poszczególnych eliminacjach | Wyniki w poszczególnych eliminacjach | Wyniki w poszczególnych eliminacjach | Wyniki w poszczególnych eliminacjach | Pkt. | Msc. |
| ---- | ------------------------------------ | ------------ | --------------------- | ------------------------------------ | ------------------------------------ | ------------------------------------ | ------------------------------------ | ------------------------------------ | ------------------------------------ | ------------------------------------ | ------------------------------------ | ------------------------------------ | ------------------------------------ | ------------------------------------ | ------------------------------------ | ------------------------------------ | ------------------------------------ | ------------------------------------ | ------------------------------------ | ------------------------------------ | ------------------------------------ | ------------------------------------ | ---- | ---- |
| 1999 |                                      |              |                       | Australia                            | Brazylia                             | San Marino                           | Monako                               | Hiszpania                            | Kanada                               | Francja                              | Wielka Brytania                      | Austria                              | Niemcy                               | Węgry                                | Belgia                               | Włochy                               | Unia Europejska                      | Stany Zjednoczone                    | Japonia                              |                                      |                                      |                                      | 0    | 22   |
| 1999 | Lucky Strike Reynard B.A.R. Supertec | BAR 01       | Supertec FB01 3.0 V10 | NU                                   | NW                                   | -                                    | -                                    | -                                    | NU                                   | 9                                    | NU                                   | 15                                   | NU                                   | 13                                   | NU                                   | NU                                   | 8                                    | NU                                   | 12                                   |                                      |                                      |                                      | 0    | 22   |
| 2000 |                                      |              |                       | Australia                            | Brazylia                             | San Marino                           | Wielka Brytania                      | Hiszpania                            | Unia Europejska                      | Monako                               | Kanada                               | Francja                              | Austria                              | Niemcy                               | Węgry                                | Belgia                               | Włochy                               | Stany Zjednoczone                    | Japonia                              | Malezja                              |                                      |                                      | 3    | 14   |
| 2000 | Lucky Strike B.A.R. Honda            | BAR 002      | Honda RA000E V10      | 6                                    | 9                                    | 12                                   | NU                                   | 8                                    | NU                                   | NU                                   | 8                                    | NU                                   | NU                                   | NU                                   | 14                                   | 12                                   | 6                                    | 6                                    | 9                                    | NU                                   |                                      |                                      | 3    | 14   |
| 2001 |                                      |              |                       | Australia                            | Malezja                              | Brazylia                             | San Marino                           | Hiszpania                            | Austria                              | Monako                               | Kanada                               | Unia Europejska                      | Francja                              | Wielka Brytania                      | Niemcy                               | Węgry                                | Belgia                               | Włochy                               | Stany Zjednoczone                    | Japonia                              |                                      |                                      | 0    | 19   |
| 2001 | B&H Jordan Honda                     | Jordan EJ11  | Honda RA001E V10      | -                                    | -                                    | -                                    | -                                    | -                                    | -                                    | -                                    | 7                                    | -                                    | -                                    | -                                    | NU                                   | -                                    | -                                    | -                                    | -                                    | -                                    |                                      |                                      | 0    | 19   |
| 2004 |                                      |              |                       | Australia                            | Malezja                              | Bahrajn                              | San Marino                           | Hiszpania                            | Monako                               | Unia Europejska                      | Kanada                               | Stany Zjednoczone                    | Francja                              | Wielka Brytania                      | Niemcy                               | Węgry                                | Belgia                               | Włochy                               |                                      | Japonia                              | Brazylia                             |                                      | 0    | 22   |
| 2004 | Panasonic Toyota Racing              | Toyota TF104 | Toyota RVX-04 V10     | -                                    | -                                    | -                                    | -                                    | -                                    | -                                    | -                                    | -                                    | -                                    | -                                    | -                                    | -                                    | NU                                   | 10                                   | 11                                   | NU                                   | -                                    | 13                                   |                                      | 0    | 22   |
| 2005 |                                      |              |                       | Australia                            | Malezja                              | Bahrajn                              | San Marino                           | Hiszpania                            | Monako                               | Unia Europejska                      | Kanada                               | Stany Zjednoczone                    | Francja                              | Wielka Brytania                      | Niemcy                               | Węgry                                | Turcja                               | Włochy                               | Belgia                               | Brazylia                             | Japonia                              |                                      | 0    | NS   |
| 2005 | Panasonic Toyota Racing              | Toyota TF105 | Toyota RVX-05 3.0 V10 | -                                    | -                                    | -                                    | -                                    | -                                    | -                                    | -                                    | -                                    | NW                                   | -                                    | -                                    | -                                    | -                                    | -                                    | -                                    | -                                    | -                                    | -                                    | -                                    | 0    | NS   |

### Podsumowanie startów
| Ważne wyścigi     | Ważne wyścigi                                                  |
| ----------------- | -------------------------------------------------------------- |
| Debiut            | Grand Prix Australii 1999 (#1)                                 |
| Pierwsze punkty   | Grand Prix Australii 2000 (#17)                                |
| Ostatni           | Grand Prix Stanów Zjednoczonych 2005 (#41)                     |
| Najwyższe pozycje |                                                                |
| Kwalifikacje      | 6                                                              |
| Wyścig            | 5                                                              |
| Inne              |                                                                |
| Kierowca testowy  | 1998 – McLaren 2001 – Jordan 2003–2006 – Toyota 2007 – Renault |